# دوروثي رووي
دوروثي رووي (بالإنجليزية: Dorothy Rowe)‏ هي عالمة نفس أسترالية، ولدت في 17 ديسمبر 1930، وتوفيت في 25 مارس 2019 في سيدني في أستراليا.